# Pylia (Tochter des Pylas)
Pylia (altgriechisch Πυλία Pylía) war in der griechischen Mythologie die Tochter des Königs Pylas von Megara. 
Als Pandion, der Sohn des Kekrops I. und achter König von Athen, aus Athen vertrieben wurde, flüchtete er laut der Bibliotheke des Apollodor zu Pylas nach Megara und nahm dort dessen Tochter Pylia zur Frau. Pausanias berichtet hingegen, dass Pandion bereits zuvor mit der Tochter des Pylas, deren Namen Pausanias nicht überliefert, verheiratet war und mit den gemeinsamen Söhnen Aigeus, Pallas, Nisos und Lykos aus Athen nach Megara floh.
Nach des Pylas Tod wurde Pandion König von Megara. Seine Söhne mit Pylia eroberten Attika zurück und teilten das Land unter sich auf.